# Beleg van Matsuo
Het Beleg van Matsuo was een slag tijdens de Japanse Sengoku-periode. Het beleg vond plaats in 1554 en was een van de stappen van Takeda Shingen om zijn macht in de provincie Shinano te vergroten.
Shingen wist het kasteel te veroveren op Ogasawara Nobusada; Shingen zou hierop doortrekken en tevens het nabijgelegen kasteel Yoshioka veroveren.